# Савино, Крис
Кристофер «Крис» Мэйсон Савино (англ. Christopher «Chris» Mason Savino; род. 2 октября 1971[…], Ройал-Ок, Мичиган[…]) — американский аниматор, художник, режиссёр, продюсер и сценарист. Работал над многими проектами, такими как «Шоу Рена и Стимпи», «Эй, Арнольд!», «Коровка и Петушок», «Суперкрошки», «Сорвиголова Кик Бутовски», «Самурай Джек» и другими. Также является создателем мультсериала «Мой шумный дом», который был выпущен в эфир 2 мая 2016 года на телеканале Nickelodeon.

## Биография
Крис Савино родился 2 октября 1971 года в городе Ройал-Ок, штат Мичиган, США. Савино рос в большой семье с пятью сёстрами — Лори, Луан, Линн, Ланой, Лизой и четырьмя братьями. Окончил школу имени Джорджа Дондеро.
Крис начал свою карьеру в индустрии анимации в 1991 году (в 20 лет) и работал в студиях «Spümcø», «Joe Murray Productions», «Nickelodeon Animation Studio», «Hanna-Barbera», «Cartoon Network Studios» и «Disney Television Animation». Первое шоу, над которым работал Крис Савино — «Шоу Рена и Стимпи» (1991 год). Помимо этого он работал над передачами «Эй, Арнольд!»,  «Суперкрошки», «Лаборатория Декстера», «Сорвиголова Кик Бутовски», «Самурай Джек», «Жизнь и приключения робота-подростка» и другими. В 2013 году он создал идею про мультсериал «Мой шумный дом», основанным на его опыте расти в большой семье. В этом же году был выпущен пилотный эпизод этого сериала для ежегодной программы короткометражек Nickelodeon. В 2016 году этот мультсериал был показан на канале Nickelodeon.
17 октября 2017 года новостной анимационный сайт «Cartoon Brew» сообщил, что Савино был отстранён от «Nickelodeon Animation Studio» из-за обвинений в сексуальных домогательствах, сказав, что слухи о поведении Савино существовали «не менее 10 лет». 19 октября пресс-секретарь Nickelodeon подтвердил увольнение Савино, отметив то, что сам мультсериал продолжит производство, несмотря на отсутствие Криса. 23 октября Савино дал свой комментарий по поводу своего увольнения, где сказал, что «очень сожалеет» о своих действиях. После увольнения Криса его должность основного режиссёра мультсериала перешла к Кайлу Маршаллу, а шоураннера и исполнительного продюсера — к Майклу Рубинеру.
30 мая 2018 года Савино отстранили от объединения художников-мультипликаторов «The Animation Guild, I.A.T.S.E. Local 839» на один год. Помимо этого Крис должен пожертвовать 4000 долларов на благотворительность, провести 40 часов на общественных работах, часто консультироваться с терапевтом, получить сертификат о сексуальных домогательствах.
В сентябрьском и октябрьском интервью 2019 года Савино упомянул, что он стал заново рождённым христианином, выпустив аудиозапись с церковного собрания, попутно признавая и извиняясь за свои действия и поведение, а также за боль, которую он причинил своим обвинителям, семье, друзьям, поклонникам и коллегам. Он также заявил, что начал писать романы (которые он выпускает самостоятельно), а также сценарии для новых проектов, надеясь на второй шанс вернуться в анимационную индустрию в будущем. 1 ноября 2019 года был выпущен дебютный детский роман Савино — «Coal: A Cautionary Christmas Tale».
В декабре 2019 года была выпущена первая часть графического романа Савино «Bigfoot & Gray». С 5 января 2020 года он также публикует комиксы «For Brothers».

### Личная жизнь
С 1999 по 2017 год был женат на Бетани Савино; имеет трёх сыновей — Винсента, Ника и Криса.
В настоящее время проживает в Кэмпбелле, штат Калифорния, США.

## Фильмография
| Годы            | Название                                | Примечания                                                                    |
| --------------- | --------------------------------------- | ----------------------------------------------------------------------------- |
| 1991-1996       | Шоу Рена и Стимпи                       | Художник раскадровки                                                          |
| 1993-1996       | Новая жизнь Рокко                       | Дизайнер персонажей, проп-дизайнер                                            |
| 1994, 1996      | Эй, Арнольд!                            | Художник раскадровки, дизайнер персонажей                                     |
| 1996-2003       | Лаборатория Декстера                    | Художник раскадровки, режиссёр, сценарист, продюсер, аниматор                 |
| 1997-1999       | Коровка и Петушок                       | Художник раскадровки                                                          |
| 1997-2000       | Я — горностай                           | Художник раскадровки                                                          |
| 1998-2005       | Суперкрошки                             | Продюсер, сценарист, режиссёр, художник раскадровки                           |
| 2000            | Foe Paws                                | Создатель                                                                     |
| 2001            | The Flintstones: On the Rocks           | Режиссёр, художник раскадровки, сценарист                                     |
| 2002            | Ужасные приключения Билли и Мэнди       | Художник раскадровки                                                          |
| 2002-2003       | Самурай Джек                            | Режиссёр                                                                      |
| 2004-2007       | Фостер: Дом для друзей из мира фантазий | Сценарист                                                                     |
| 2005-2007       | Жизнь и приключения робота-подростка    | Режиссёр                                                                      |
| 2005-2006       | Джонни Тест                             | Режиссёр (1 сезон), сценарист                                                 |
| 2007-2008       | Мой друг — обезьяна                     | Художник раскадровки                                                          |
| 2010-2011       | Дружба — это чудо                       | Сценарист                                                                     |
| 2010-2012       | Сорвиголова Кик Бутовски                | Исполнительный продюсер (1 сезон), режиссёр                                   |
| 2015            | Миссия «Блэйк»                          | Сценарист                                                                     |
| 2013; 2016-2018 | Мой шумный дом                          | Создатель, исполнительный продюсер, режиссёр, сценарист, художник раскадровки |
| ТВА             | Bigfoot & Gray: On the Run              | Создатель, сценарист                                                          |